# Дойна Алдя-Теодоровичи
Дойна Алдя-Теодоривичи (на румънски: Doina Aldea-Teodorovici; на руски: Дойна Алдя-Теодорович) е съветска и молдовска певица, съпруга на композитора и певец Йон Теодоривичи, заслужила артистка на Молдовска ССР (1992).

## Биография
Родена е на 15 ноември 1958 г. в Кишинев в семейството на Евгения и Георге Марин. Баща ѝ е писател и журналист, а майка ѝ е преподавателка по руски език и литература в средно училище № 1 в Кишинев.
Талантът на Дойна се проявява още в детството ѝ и докато е още ученичка приема участие в дублирането на филми на руски език на киностудия „Молдова-филм“. Освен това учи и в музикална школа. От 14-годишна е в ансамбъла „Moldoveneasca“, с който посещава много републики в СССР, а също Монголия, Алжир, Германия, Кипър и фестивала на младежите в Хавана, Куба. През 1975 г. завършва училище и заедно с Юри Николаев започва да води шоу-програмата „Шире круг“. През 1979 г. завършва Филологическия факултет на Кишиневския държавен университет с Румънски език и литература. От 1979 до 1988 г. работи като преподавател по Световна литература в Кишиневския педагогически институт, а след това в Държавния педагогически университет „Йон Крянга“.
Омъжва се през 1981 г. за композитора и певец Йон Алдя-Теодоривичи и на 5 август 1982 г. се ражда синът им Кристофор Алдя-Теодоривичи. Същата година Дойна и мъжът ѝ започват да пеят заедно на сцената естрадна музика. Двамата пеят в множество градове и села в Молдова и Румъния.
На 30 октомври 1992 г. Йон и Дойна умират при катастрофа с кола на 49 километра от Букурещ в село Кошерени. Колата, с която са пътували, се врязва в дърво. Погребани са на централното гробище в Кишинев.
През 1993 г. Дойна е наградена посмъртно с молдовски орден на републиката.

## Памет
- Синът им Кристофор Алдя-Теодоровичи – създава фестивала „Douа inimi gemene“, посветен на тях
- В Кишинев е открит паметник на Йон и Дойна Теодоровичи.[2]
- В чест на артистите в Молдова е пусната паметна монета от 100 молдовски леи (в обращение от 3 август 2010).[3]

- Молдовски пощенски марки
- 2002 г.: Йон и Дойна Теодоровичи
- 2012 г.: Йон и Дойна Теодоровичи